# Stefano Chiodaroli
Stefano Chiodaroli (Albizzate, 15 dicembre 1964) è un comico, cabarettista e attore italiano.

## Biografia
Nato ad Albizzate, da una famiglia di operai, prima di dedicarsi alla carriera di attore Chiodaroli ha svolto diversi lavori tra cui fresatore, tornitore, agente di commercio e magazziniere. Dopo aver iniziato la sua carriera professionale come mangiafuoco e acrobata di strada, cominciò in alcune compagnie amatoriali, debuttando nel 1983 con la compagnia Triopastello.
Successivamente, si diplomò nel 1990 presso la Scuola di Teatro Mimodramma, partecipando a delle rassegne teatrali ad Archangel'sk in Russia e a Le Puy-en-Velay in Francia.
Tre anni dopo, nel 1995, iniziò a lavorare sul palcoscenico come drammaturgo e successivamente come attore unendosi al trio di breve durata "Gli Ottomani".
Nel 1998 Chiodaroli interpretò la caricatura comica di un panettiere irascibile, chiamato con il suo stesso cognome, che gli permise di partecipare ad alcuni dei maggiori varietà televisivi italiani come Zelig, Convenscion e Colorado, in cui presentò anche altri personaggi quali il semidio celtico Tempesta Ormonale (apparso in Bulldozer), il Mago Abatjou, l'ex modello Ornello e il trombettista jazz Brian.
Nel 2005 ha ricoperto il ruolo di Mariano, ladro d'auto e delinquente di buon cuore, nella sitcom Belli dentro.

## Filmografia

### Cinema
- La grande prugna, regia di Claudio Malaponti (1999)
- La terza stella, regia di Alberto Ferrari (2005)
- La febbre, regia di Alessandro D'Alatri (2005)
- Eccezzziunale veramente - Capitolo secondo... me, regia di Carlo Vanzina (2006)
- La cura del gorilla, regia di Carlo Arturo Sigon (2006)
- 2061 - Un anno eccezionale, regia di Carlo Vanzina (2007)
- L'ombra del sospetto (The other man), regia di Richard Eyre (2008)
- Cado dalle nubi, regia di Gennaro Nunziante (2009)
- Vallanzasca - Gli angeli del male, regia di Michele Placido (2010)
- Outing - Fidanzati per sbaglio, regia di Matteo Vicino (2013)
- Aspirante vedovo, regia di Massimo Venier (2013)
- Solo per il weekend, regia di Gianfranco Gaioni (2015)
- On Air - Storia di un successo, regia di Davide Simon Mazzoli (2016)
- Tafanos, regia di Riccardo Paoletti (2017)
- Te lo dico pianissimo, regia di Pasquale Marrazzo (2018)
- Chi ha paura del dottor Kramer, regia di Claudio Bozzatello (2020)
- Chi ha incastrato Babbo Natale?, regia di Alessandro Siani (2021)

### Televisione
- Love Bugs – serie TV (2005)
- Belli dentro – serie TV, 70 episodi (2005-2012)
- Nati ieri – serie TV (2006-2007)
- Fiore e Tinelli – serie TV, episodio 1x04 (2007)
- Don Luca c'è – serie TV (2008)
- Don Matteo – serie TV, episodio 8x02 (2011)
- Mai per amore – serie TV, episodio 1x04 (2012)
- Un passo dal cielo – serie TV, episodio 7x07 (2023)

### Cortometraggi
- Beware of the Dog, regia di Giovanni Bufalini (2009)
- Hagakure, regia di Salvatore Favazzi (2014)
- FiSOlofia, regia di Nicola Palmeri (2017)
- La mia vacanza sei tu, regia di Davide Agosta (2020)

## Programmi televisivi
- Zelig (Italia 1, 1999-2000)
- Convenscion (Rai 2, 2002)
- Bulldozer (Rai 2, 2003)
- Colorado (Italia 1, 2003-2004, 2012-2016)
- Seven Show (Europa 7, 2007-2008)
- Stiamo lavorando per noi (Rai 2, 2007)
- Grazie al cielo sei qui (LA7, 2009)
- Cuork - Viaggio al centro della coppia (LA7, 2009-2010)
- Glob (Rai 3, 2010)
- Palco, doppio palco e contropalcotto (Comedy Central, 2011)
- Saturday Night Live (Italia 1, 2011)
- Vuoi scommettere? (Sky Sport, 2011-2012)
- Colorado - 'Sto classico (Italia 1, 2012)
- Audiscion (Rai 2, 2025)